# Jean Vincent (homme politique)
Pour les articles homonymes, voir Jean Vincent (homonymie) et Vincent.
Jean Vincent, né le 8 juillet 1906 à Genève et mort le 15 mars 1989 dans la même ville, est une personnalité politique genevoise, membre du Parti suisse du travail.

## Biographie
Jean Vincent adhère au Parti communiste suisse en 1924 alors qu'il étudie le droit. Il devient ensuite avocat. Au début des années 1930, il est chargé par l'Internationale communiste de deux missions à l'étranger : en Chine pour venir au secours de deux agents russes détenteurs de passeports suisses et menacés d’exécution, puis pour rendre visite au leader communiste Ernst Thälmann emprisonné en Allemagne. 
Jean Vincent entre au Grand Conseil genevois en 1936, il en est exclu en 1940 lors de l'interdiction du Parti communiste. En 1944, il participe à la fondation du Parti suisse du travail et est réélu au Grand Conseil en 1945 où il restera jusqu’en 1986. En 1947, il entre au Conseil national, il y restera jusqu'en 1980 et en assurera brièvement la présidence en 1979 en tant que doyen de fonction .